# Rigo (pastificio)
Pastificio Rigo, conosciuto anche come Pasta Rigo è uno storico pastificio italiano con sede a Crespano del Grappa. L'azienda attualmente è presieduta da Arrigo Rigo, mentre l'amministratore delegato è Pierangelo Rigo.

## Storia
L'azienda è stata fondata nel 1929 come Pasta del Grappa, dopo che Carlo Rigo, un commerciante locale che perse i suoi averi durante la crisi del 1929, insieme ai suoi figli iniziò a produrre pasta per il mercato locale in piccoli volumi.
I figli di Carlo, Napoleone e Mario trasformarono il laboratorio in una piccola fabbrica, concentrandosi su standard di alta qualità, il marchio si è sviluppato rapidamente e si è esteso in modo sostanziale.
La generazione seguente, composta da Arrigo e Alberto, ha affrontato con successo le sfide e le opportunità offerte dall'industrializzazione del panorama aziendale italiano negli anni settanta, grazie soprattutto alla scelta di imballaggi più economici in cellulosa, ed alla scelta di produrre formati di pasta particolari. Negli ultimi anni sono state aggiunte produzioni integrali e senza glutine.
Attualmente Rigo opera nella parte superiore di questa nicchia, producendo anche a marchio del cliente ed abbinandosi ad agenzie di promozione delle imprese italiane all'estero quali la Italian Trade Agency.

## Certificazioni
La società è stata premiata con numerose certificazioni come la International Food Standard (IFS), Food BRC e ICEA per il biologico, ed è stata oggetto di ricerca accademica in un progetto dell'Università Ca' Foscari Venezia, della regione Veneto e della Confindustria veneta riguardo l'efficienza operativa e la resilienza durante le condizioni macroeconomiche avverse.
Rigo è rinomato nell'industria come un datore di lavoro etico con un elevato rapporto tra donne in posizioni di gestione e un programma strutturato di Corporate social responsibility.